# Мейсон, Джон
Джон Янг Мейсон (англ. John Young Mason; 18 апреля 1799, Эмпория, Виргиния — 3 октября 1859, Париж) — член Палаты представителей США от штата Виргиния, министр военно-морских сил США, Генеральный прокурор США, посол США во Франции и судья Окружного суда Восточного округа Виргинии.

## Ранний период жизни
Мейсон родился 18 апреля 1799 года в Хиксфорде (ныне Эмпория) в округе Гринсвилл, штат Виргиния, США.
В 1816 году получил степень бакалавра искусств в Университете Северной Каролины в Чапел-Хилле, посещал Личфилдскую школу права и читал право в 1819 году.

## Карьера
С 1819 по 1821 год занимался частной практикой в округе Гринсвилл, а с 1821 по 1831 год — в округе Саутгемптон, Виргиния. С 1823 по 1827 год был членом Палаты делегатов Виргинии. С 1827 по 1831 год был членом Сената Виргинии и юристом Содружества в округе Гринсвилл. С 1829 по 1850 год был делегатом Конституционных съездов Виргинии. В 1847 году был избран членом Американского философского общества.

### Служба в Конгрессе
С 4 марта 1831 по 11 января 1837 года Мейсон был членом Палаты представителей США (22-й, 23-й и 24-й Конгрессы США), избравшись как демократ от 2-го избирательного округа Виргинии. Он был председателем комитета по иностранным делам 24-го Конгресса. С 1837 по 1841 год занимался частной практикой.

### Федеральная судебная служба
26 февраля 1841 года Президент США Мартин Ван Бюрен назначил Мейсона на пост судьи в Окружном суде Восточного округа Виргинии, который освободил Питер Дэниел. 2 марта 1841 года Мейсон был утвержден Сенатом США. Ушёл в отставку 23 марта 1844 года.

### Более поздняя карьера
С 14 марта 1844 по 10 марта 1845 года Мейсон был Министром военно-морских сил США в кабинете Президента Джона Тайлера, а с 9 сентября 1846 по 7 марта 1849 года — в кабинете Президента Джеймса Нокса Полка. С 11 марта 1845 по 9 сентября 1846 года Мейсон был Генеральным прокурором США. С 1849 по 1854 год занимался юридической практикой в Ричмонде, Виргиния. С 22 января 1854 года до своей смерти он был послом США во Франции.

## Личная жизнь
В 1821 году женился на Мэри Энн Форт, дочери известного землевладельца и сам стал плантатором, а также продолжал работать юристом. Владел домом Фортсвилл, расположенным недалеко от Гриззарда, округ Сассекс, Виргиния.
Мейсон умер 3 октября 1859 года в Париже во Французской империи. Его останки были перевезены в США и захоронены на Голливудском кладбище в Виргинии.